# I. e. 64
Évszázadok: i. e. 2. század – i. e. 1. század – 1. század
Évtizedek: i. e. 110-es évek – i. e. 100-as évek – i. e. 90-es évek – i. e. 80-as évek – i. e. 70-es évek – i. e. 60-as évek – i. e. 50-es évek – i. e. 40-es évek – i. e. 30-as évek – i. e. 20-as évek – i. e. 10-es évek
Évek: i. e. 69 – i. e. 68 – i. e. 67 – i. e. 66 –  i. e. 65 – i. e. 64 – i. e. 63 – i. e. 62 – i. e. 61 – i. e. 60 – i. e. 59

## Események

### Róma
- Lucius Julius Caesart és Caius Marcius Figulust választják consulnak.
- Pompeius bevonul Szíriába, hogy hivatalosan is a Római Birodalomhoz csatolja. Antiochiában trónfosztottnak nyilvánítja XIII. Antiokhoszt, aki az arab Szampszikeramoszhoz menekül; ő azonban meggyilkoltatja Antiokhoszt, akivel kihal a Szeleukidák dinasztiája.
- Pompeius formálisan annektálja és római provinciává szervezi Syriát, Bithyniát, Pontust és Ciliciát.
- Pompeius távozásával III. Phraatész pártus király ismét megszállja a római kliensállam Örmény Királyság fennhatósága alá tartozó Gordüénét, Adiabénét és Észak-Mezopotámiát; arra hivatkozik, hogy II. Tigranész örmény király azt a pártusoktól ragadta el. Tárgyalások után az örmények megtarthatják Gordüénét.
- Erős földrengés rázza meg a Közel-Keletet, amelynek becslések szerint 170 ezren esnek áldozatul. Súlyos károk keletkeznek Antiochia és Jeruzsálem épületeiben is.

### Júdea
- A jeruzsálemi templomban ostrom alatt tartott II. Arisztobulosz Pompeius szíriai legatusához, Marcus Aemilius Scaurushoz fordul segítségért és hatalmas összeggel, 400 talentummal lefizeti. Scaurus felszólítására az ostromló nabateusok elvonulnak; eközben Arisztobulosz vereséget mér rájuk.

## Születések
- Marcus Valerius Messala Corvinus, római hadvezér és irodalmár
- Damaszkuszi Nikolaosz, görög történetíró

## Halálozások
- XIII. Antiokhosz, szeleukida király

## Fordítás
- Ez a szócikk részben vagy egészben  a(z)   64 av. J.-C. című francia Wikipédia-szócikk ezen változatának fordításán alapul.  Az eredeti cikk szerkesztőit annak laptörténete sorolja fel. Ez a jelzés csupán a megfogalmazás eredetét és a szerzői jogokat jelzi, nem szolgál a cikkben szereplő információk forrásmegjelöléseként.